# هانس ارين
هانس ارين (بالهولندية: Hans Warren)‏ هو كاتب وشاعر هولندي، ولد في 20 أكتوبر 1921 في زيلند في هولندا، وتوفي بنفس المكان في 19 ديسمبر 2001.